# Ароматичні аміни
Ароматичні аміни — органічні сполуки, що складаються з ароматичного кільця, приєднаного до аміну . Це широкий клас сполук, який охоплює аніліни, а також багато складніших ароматичних кілець і амінних замісників. 
| бензол      | анілін          | заміщені аніліни                               |
| бензол      | фенілендіаміни  | антиоксидант п-фенілендіамін                   |
| толуол      | толуїдини       | фармацевтичний прилокаїн                       |
| толуол      | діамінотолуоли  | інгредієнт фарби для волосся 2,5-діамінотолуол |
| нафталін    | нафтиламіни     | барвники конго червоний і продан               |
| піридин     | амінопіридини   | препарат теноксикам                            |
| піримідин   | амінопіримідини | нуклеотидна основа цитозин                     |
| хінолін     | амінохіноліни   | препарат примахін                              |
| пуриновий   | амінопурини     | нуклеооснова гуанін                            |
| акридиновий | аміноакридіни   | флуоресцентні барвники                         |

Ароматичні аміни широко використовуються як прекурсори для пестицидів, фармацевтичних препаратів і барвників.
Первинні ароматичні аміни певною мірою відомі як канцерогени для людини, наприклад, 2-нафтиламін. Інші первинні ароматичні аміни вважаються канцерогенними на основі досліджень на тваринах. До них належать o-анізидин і o-толуїдин. 
Багато ароматичних амінів є мутагенними. Стандарт ISO 14362-1:2017 описує методи виявлення деяких ароматичних амінів, які утворюються при розкладанні азобарвників. Цей стандарт був офіційно схвалений Європейським комітетом стандартизації  і замінює стандарт ISO 24362-1:2014. Він описує процес виявлення заборонених у ЄС ароматичних амінів, які утворюються в азобарвниках у текстильних виробах, включаючи натуральні, штучні, регенеровані та змішані тканини. Стандарт також дійсний для всіх кольорових текстильних виробів, наприклад, для фарбованих, надрукованих і покритих текстильних виробів. 